# Tim Coly
Tim Coly (* 5. Juli 1979) ist ein ehemaliger deutscher Rugby-Union-Nationalspieler.

## Leben
Tim Coly begann 1984 mit dem Rugby bei der RG Heidelberg. Im Verein blieb er zwanzig Jahre bis 2004 und spielte mehrere Spielzeiten in der Rugby-Bundesliga. 2004 gewann er mit der RGH den DRV-Pokal. In der Folge wechselte er nach Frankreich zum Rugby Club Strasbourg, wo er bis 2008 vier Spielzeiten spielte. 2008 kehrte er nach Heidelberg zur RGH zurück. Tim Coly studierte Lehramt und beendete 2010 seinen Vorbereitungsdienst an der Konrad-Adenauer-Realschule in Pforzheim. 2012 pausierte Coly aufgrund einer Elternzeit vom Bundesligaspielbetrieb. In der Spielzeit 2013/14 trat Coly von seiner aktiven Karriere zurück.
In der Nationalmannschaft debütierte Coly am 6. November 2006 gegen Moldau in Chișinău. Deutschland verlor 24:26. Insgesamt lief Tim Coly neunzehnmal für Deutschland auf. Sein letztes Spiel gab er am 10. März 2012 beim 20:17-Sieg gegen Tschechien in Prag, ehe er aufgrund seiner Elternzeit seine Nationalmannschaftskarriere beendete.